# Lucretia (Romeinse overlevering)

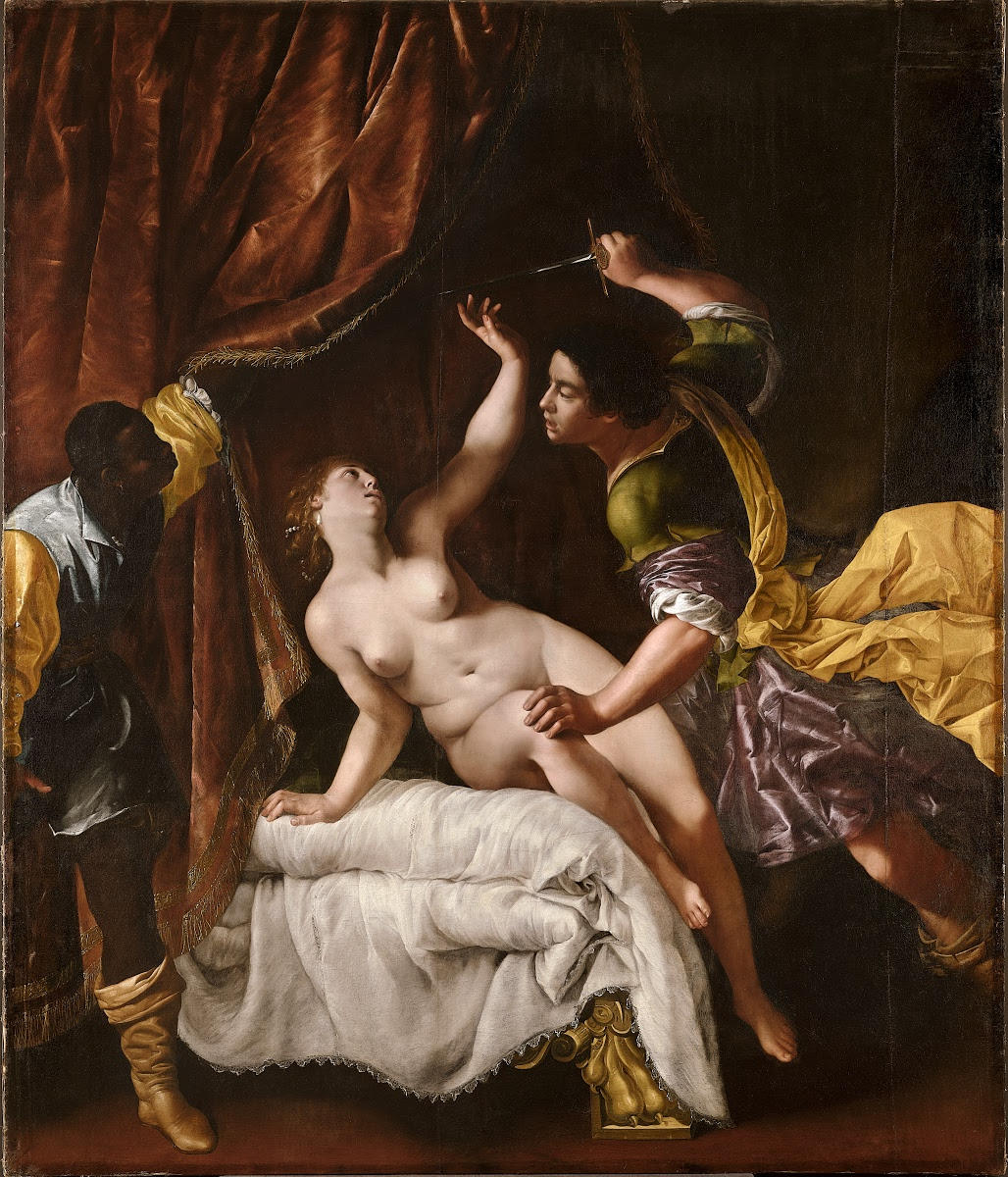
De verkrachting van Lucretia (ca. 1645-1650) Artemisia Gentileschi

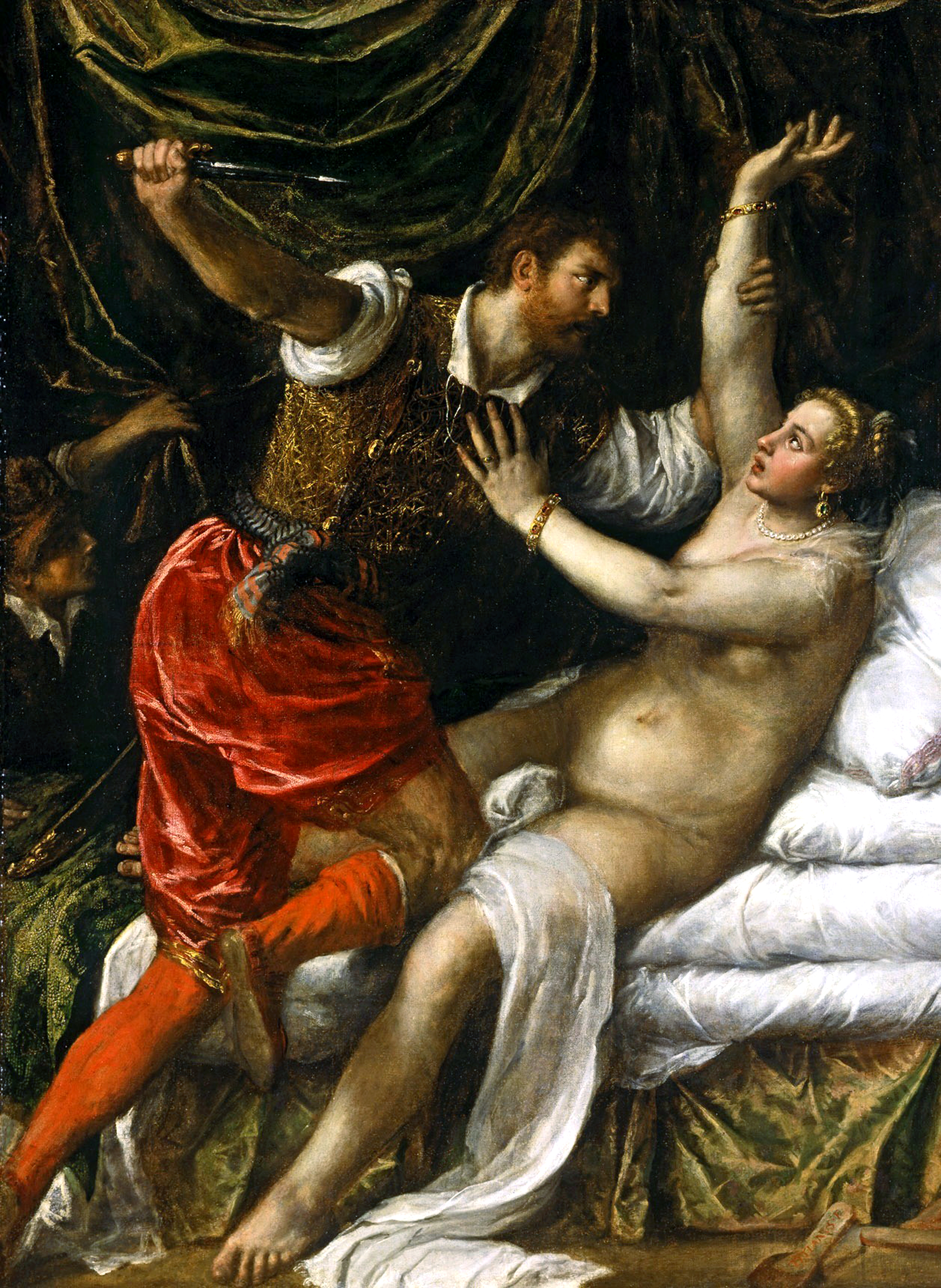
De verkrachting van Lucretia (1571) Titiaan

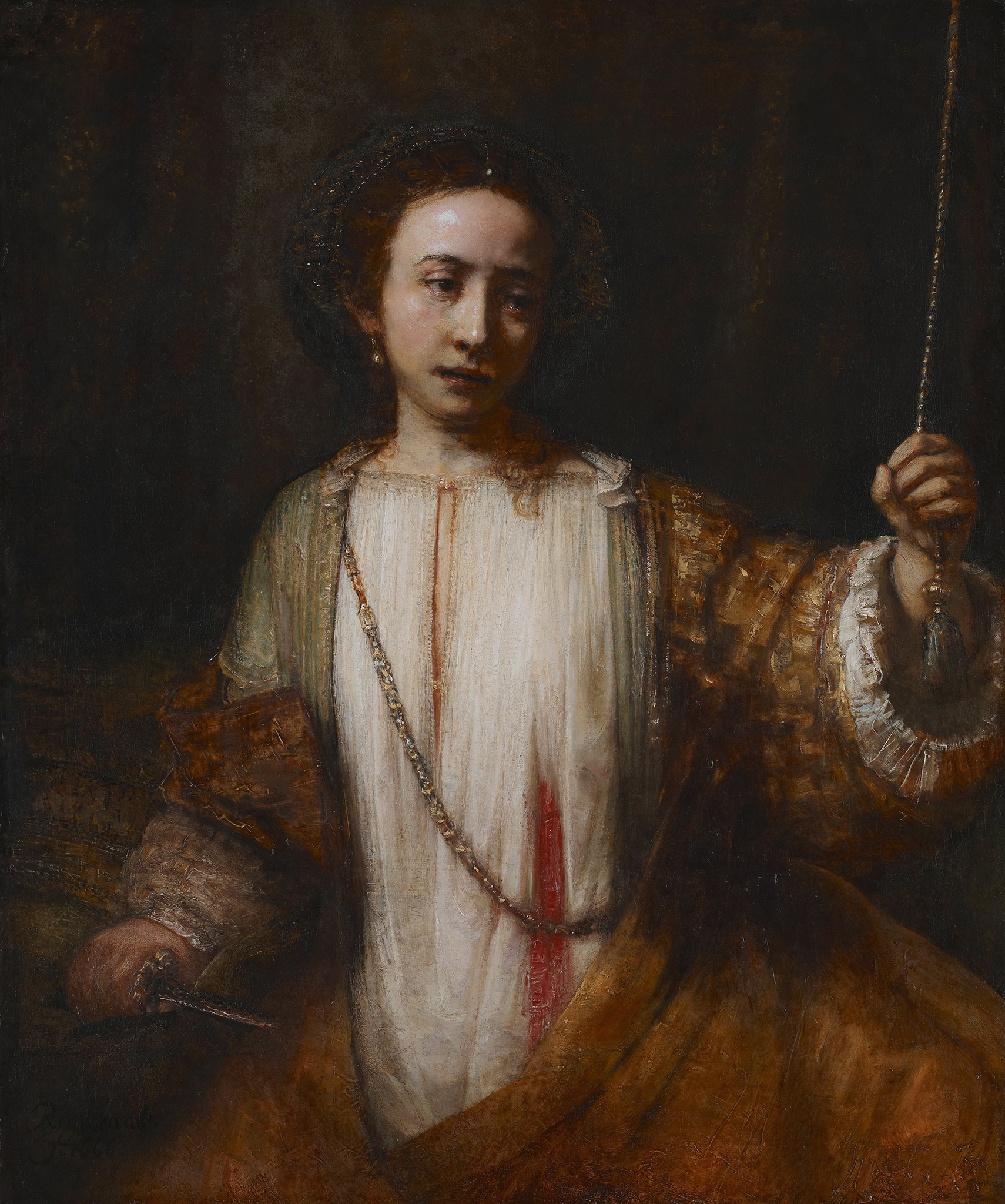
Lucretia (1666) Rembrandt van Rijn

Lucretia was volgens de Romeinse overlevering de dochter van Titus Lucretius Tricipitinus en de vrouw van Lucius Tarquinius Collatinus. Zij stond bekend om haar schoonheid en nog meer om haar deugdzaamheid.
Tijdens de belegering van Ardea gingen de zonen van koning Lucius Tarquinius Superbus en hun metgezellen, onder wie Tarquinius Collatinus, naar Rome om te controleren of hun vrouwen zich tijdens hun afwezigheid wel fatsoenlijk gedroegen. De mannen troffen de schoondochters van de koning aan op een weelderig festijn, terwijl Lucretia thuis samen met haar dienstmaagden wol aan het spinnen was. Sextus Tarquinius Superbus, een van de koningszonen, vatte bij de aanblik van Lucretia's schoon- en kuisheid een ongeoorloofde begeerte naar haar op.
Toen hij als gast in het huis van Tarquinius Collatinus verbleef, onteerde hij Lucretia met geweld, waarmee hij twee misdaden in een keer beging (zowel tegen een Romeinse dame, als tegen de wetten van de gastvrijheid).
Toen Sextus Tarquinius was vertrokken, liet Lucretia haar vader, Publius Valerius Publicola, en haar echtgenoot bij zich komen (deze laatste was in het gezelschap van zijn vriend Lucius Junius Brutus). Nadat zij over de schanddaad van de prins aan haar echtgenoot en vader had verteld en hun opdroeg haar te wreken, pleegde ze zelfmoord met een mes dat ze onder haar kledij verborgen had gehouden.
Het relaas van Dionysius van Halicarnassus over de dood van Lucretia verschilt enigszins van dat van Titus Livius. Volgens Dionysius stierf ze in de armen van haar vader, die haar man, Tarquinius Collatinus, en Lucius Junius Brutus, op de hoogte zou brengen van Sextus' schanddaad. Daarop zouden de mannen die Lucretia het naast waren, in het bijzonder Lucius Junius Brutus, de bevolking hebben opgejut om naar Rome trekken. Daar zetten ze het volk op tegen de koninklijke familie, de Tarquinii, en maakten aldus een einde aan de monarchie. Lucius Tarquinius Superbus, die toen afwezig was uit Rome vanwege de oorlog, keerde spoorslags terug, maar toen hij aankwam, waren de poorten van de stad gesloten en hij werd veroordeeld tot ballingschap.
Als gevolg van de verkrachting van Lucretia zou Rome dus van monarchie naar republiek zijn overgegaan (traditionele datum: 509 v.Chr.), zoals door vele antieke auteurs wordt gezegd.
William Shakespeare heeft de geschiedenis van Lucretia beschreven in The Rape of Lucrece.
Benjamin Britten schreef in 1946 de opera The rape of Lucretia over dit verhaal en Rembrandt van Rijn maakte er twee schilderijen van.

## Galerij

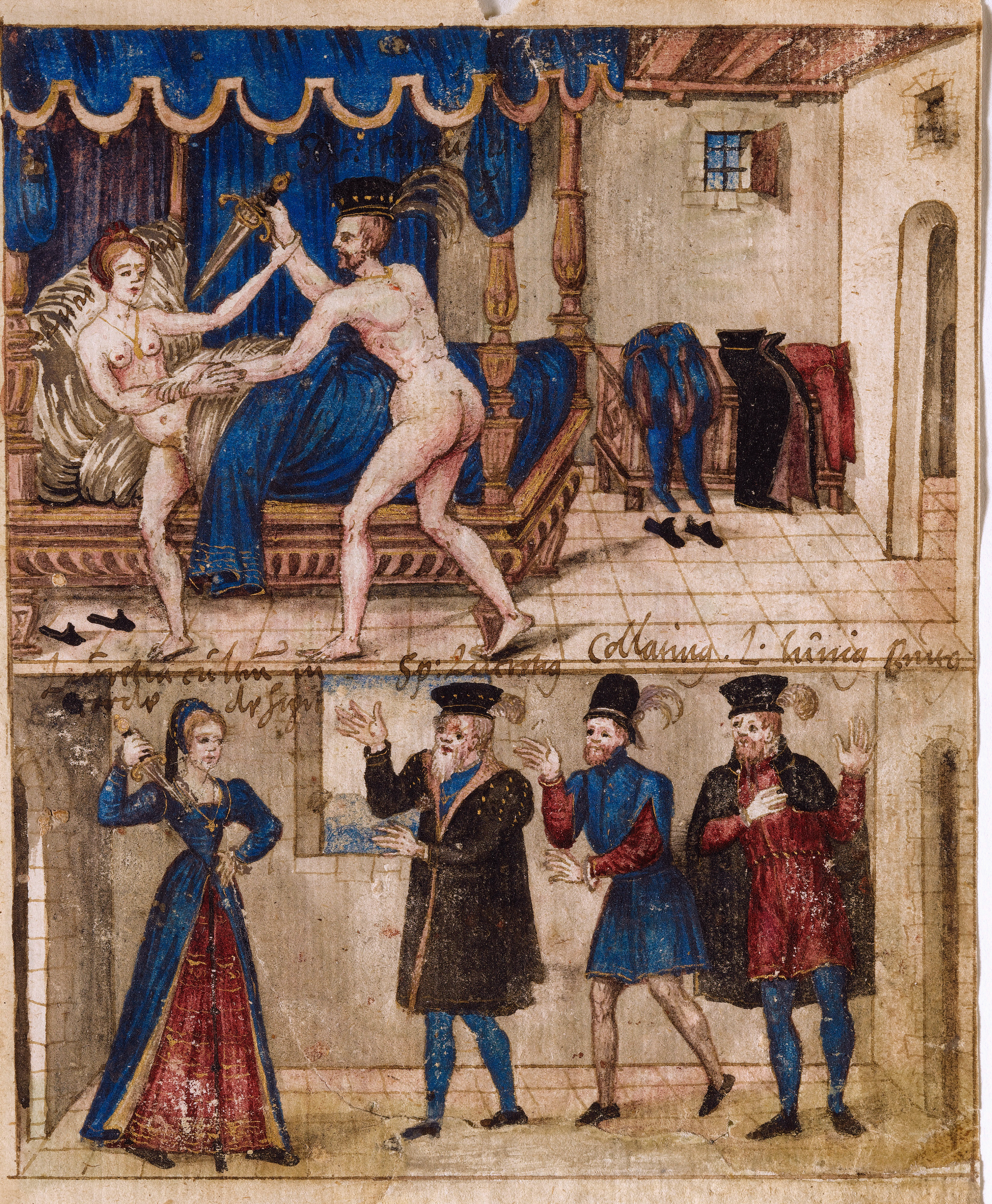
De verkrachting van Lucretia door Sextus Tarquinius, en haar zelfmoord (16e eeuw)
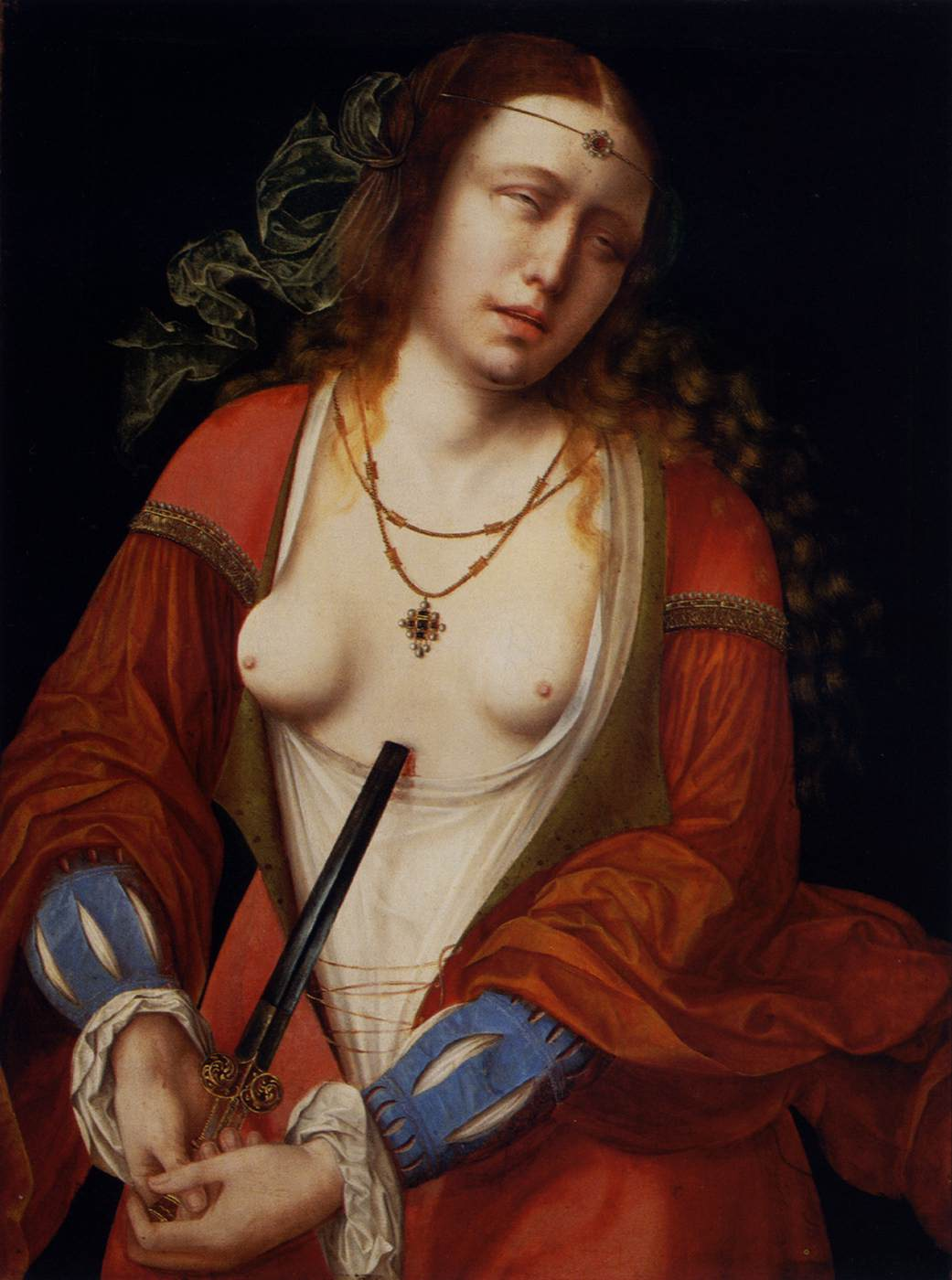
Zelfmoord van Lucretia (ca. 1530) Meester van het Heilig Bloed
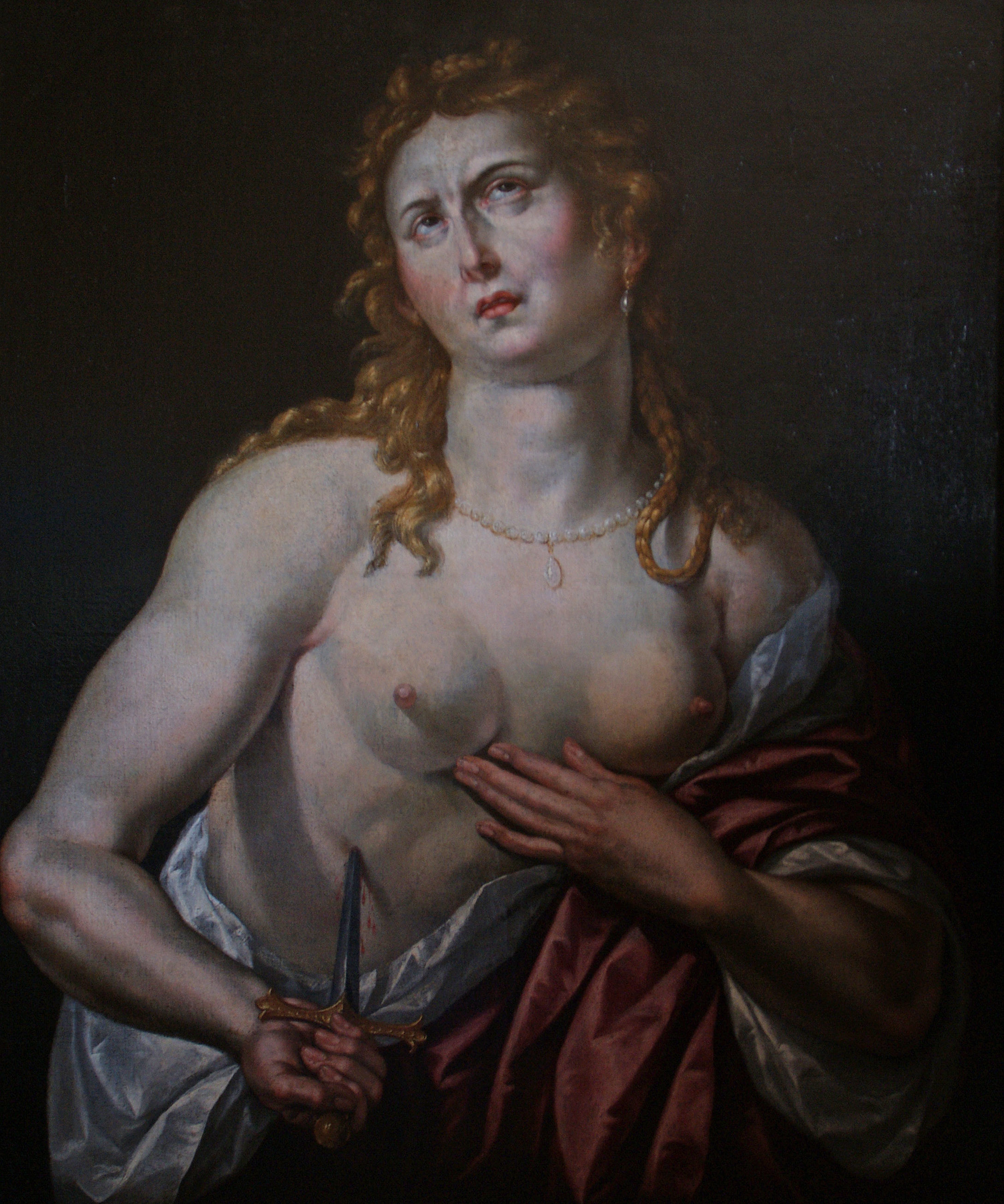
Zelfmoord van Lucretia (ca. 1600) Hendrick de Clerck
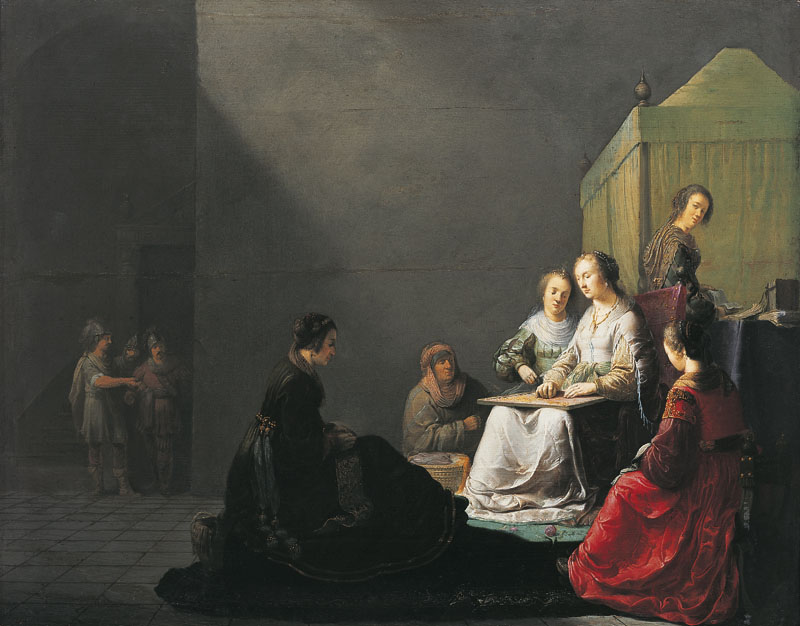
Lucretia aan het weven (1633) Willem de Poorter
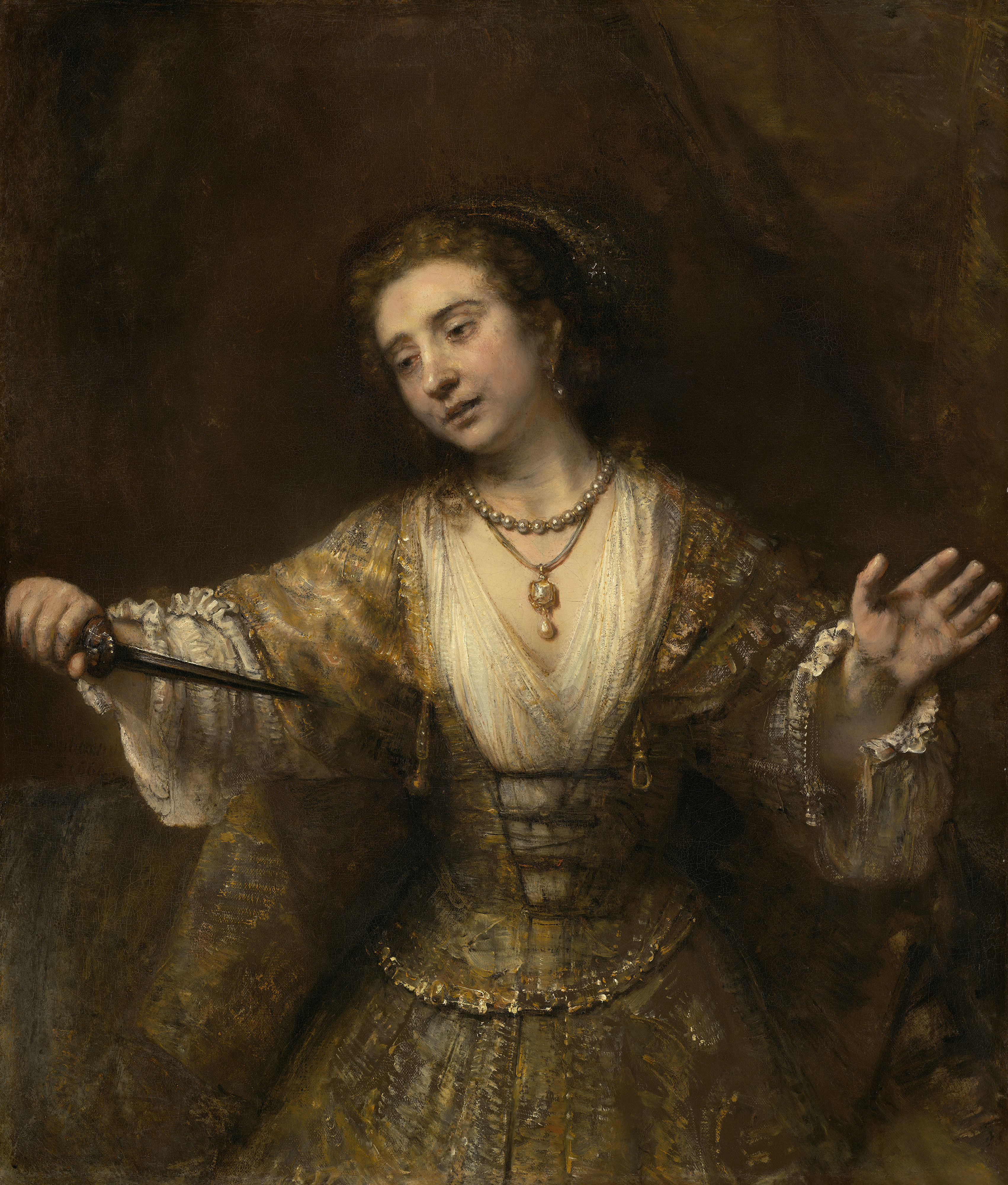
Lucretia (1664) Rembrandt van Rijn
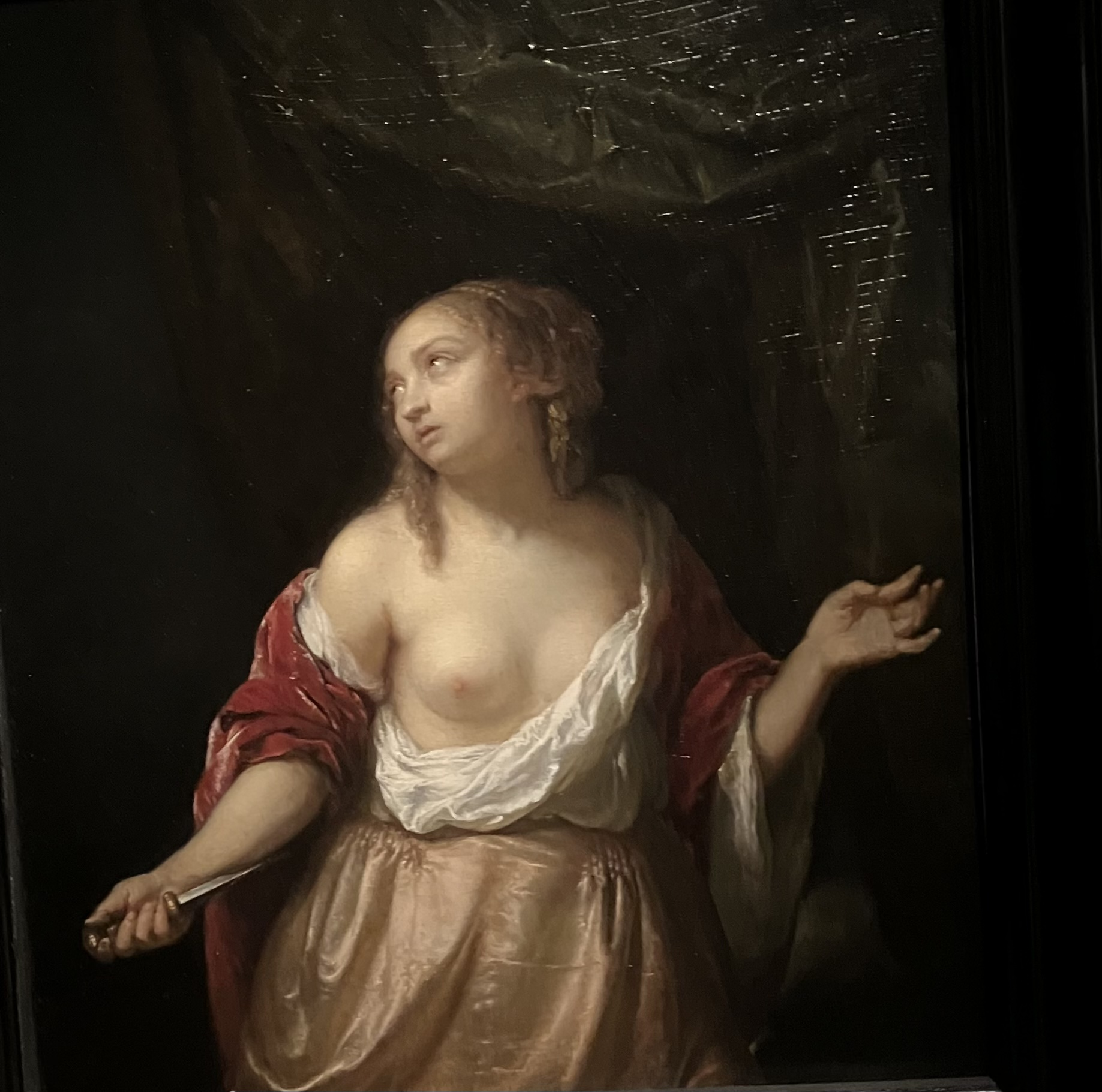
Lucretia Caspar Netscher